# Aconitum monanthum
Aconitum monanthum är en ranunkelväxtart som beskrevs av Takenoshin Nakai. Aconitum monanthum ingår i släktet stormhattar, och familjen ranunkelväxter. Inga underarter finns listade i Catalogue of Life.